# Acilius Glabrio Sibidius
Acilius Glabrio Sibidius (fl. aut. 400) est un homme politique de l'Empire romain.

## Vie
Fils de Acilius Glabrio, consularis vir, chrétien, petit-fils paternel de Marcus Acilius Faustinus, arrière-petit-fils paternel de Acilius Faustinus et arrière-arrière-petit-fils paternel de Acilius Glabrio, fils de Manius Acilius Glabrio.
Il est vicaire de Gaule autour de 400.
Il se maria avec Anicia Proba, fille de Sextus Claudius Petronius Probus et de sa femme Anicia Faltonia Proba, et ont pour fils Anicius Acilius Glabrio Faustus.